# Thamnosophis martae
Espèce
Synonymes
- Liopholidophis martae Glaw, Franzen & Vences, 2005

Statut de conservation UICN

 EN B1ab(iii)+2ab(iii) : En danger
Thamnosophis martae est une espèce de serpents de la famille des Lamprophiidae. 

## Répartition
Cette espèce est endémique du Nord de Madagascar.

## Description
L'holotype de Thamnosophis martae, un mâle adulte, mesure 847 mm dont 272 mm pour la queue.

## Étymologie
Cette espèce est nommée en l'honneur de Marta Puente Molins.

## Publication originale
- Glaw, Franzen & Vences, 2005 : A new species of colubrid snake (Liopholidophis) from northern Madagascar. Salamandra, vol. 41, n. 1/2, p. 83-90 (texte intégral).